# Předvolební průzkumy k volbě prezidenta České republiky 2018
Tato stránka obsahuje průzkumy veřejného mínění které proběhly v souvislosti s volbou prezidenta České republiky v roce 2018.

## 1. kolo

### Průzkumy po oznámení kandidatur
| Datum                        | Agentura            | Miloš Zeman | Jiří Drahoš | Michal Horáček | Mirek Topolánek | Marek Hilšer | Pavel Fischer | Vratislav Kulhánek | Petr Hannig | Jiří Hynek |
| ---------------------------- | ------------------- | ----------- | ----------- | -------------- | --------------- | ------------ | ------------- | ------------------ | ----------- | ---------- |
| 3.–7. ledna 2018             | Kantar TNS a MEDIAN | 42,5 %      | 27,5 %      | 12,5 %         | 6 %             | 2,5 %        | 7 %           | 1,5 %              | 0,5 %       | 0,5 %      |
| 7. ledna 2018                | STEM/MARK           | 45,5 %      | 27,2 %      | 10,3 %         | 5,5 %           | 4,6 %        | 5,7 %         | 0,5 %              | 0,4 %       | 0,3 %      |
| 30. prosince - 4. ledna 2018 | SANEP               | 31,4 %      | 20,2 %      | 7,1 %          | 17,1 %          | 6,3 %        | 10,2 %        | 1,2 %              | 2,4 %       | 4,1 %      |
| 2.–17. prosince 2017         | CVVM                | 32,0 %      | 21,5 %      | 10,5 %         | 2,5 %           | 4,0 %        | 3,0 %         | 1,5 %              | 1,0 %       | 1,0 %      |
| 9.–14. prosince 2017         | Kantar TNS a MEDIAN | 43,5 %      | 28,5 %      | 11,5 %         | 7,0 %           | 2,0 %        | 5,0 %         | 1,5 %              | 0,5 %       | 1,0 %      |
| 1. polovina prosince 2017    | STEM/MARK           | 45 %        | 40 %        | 32 %           | 12 %            | 12 %         | 16 %          | 12 %               | -           | -          |
| 23.–26. listopad 2017        | SANEP               | 30,2 %      | 23,6 %      | 9,7 %          | 16,8 %          | 3,9 %        | 6,3 %         | 1,9 %              | 3,1 %       | 4,5 %      |
| listopad 2017                | STEM/MARK           | 47 %        | 65 %        | 39 %           | 13 %            | 43 %         | 38 %          | 34 %               | -           | -          |
| 11.–15. listopadu 2017       | Kantar TNS          | 41,5 %      | 30,5 %      | 16,5 %         | 4 %             | 2,5 %        | 2,5 %         | 1 %                | 1 %         | 0,5 %      |

### Průzkumy z roku 2017
| Datum               | Agentura | Miloš Zeman | Michal Horáček | Jiří Drahoš | Marek Hilšer | Igor Sládek | Karel Štogl | Neví |
| ------------------- | -------- | ----------- | -------------- | ----------- | ------------ | ----------- | ----------- | ---- |
| 25.–26. května 2017 | Median   | 35 %        | 20 %           | 24 %        | 2 %          | 1 %         | 1 %         | 16 % |
| 7.–10. dubna 2017   | Median   | 37 %        | 20 %           | 17 %        | 2 %          | 1 %         | 1 %         | -    |

### Průzkumy z roku 2016
| Agentura                        | Miloš Zeman | Michal Horáček | Václav Klaus | Zuzana Roithová | Jaroslav Kubera | Jan Švejnar | Vladimír Franz | Jiří Pospíšil | Tomio Okamura | Tomáš Halík | Zdeněk Škromach | Jiří Dienstbier | Vladimír Dlouhý | Martin Stropnický | Šimon Pánek | Věra Jourová | Někdo jiný | Neví   |
| ------------------------------- | ----------- | -------------- | ------------ | --------------- | --------------- | ----------- | -------------- | ------------- | ------------- | ----------- | --------------- | --------------- | --------------- | ----------------- | ----------- | ------------ | ---------- | ------ |
| Sanep, 15.–19. června 2016      | 29,5 %      | 12,9 %         | 6,2 %        | 5,7 %           | 5,2 %           | 3,2 %       | 2,5 %          | 2,4 %         | 2,3 %         | 2,1 %       | 1,8 %           | 1,4 %           | 1,2 %           | 1,1 %             | 0,8 %       | 0,3 %        | 3,6 %      | 17,7 % |
| Médea Research, 13. června 2016 | 26,0%       | 13,5%          | 3,3%         | -               | 1,5%            | 9,5%        | -              | 4,4%          | 1,9%          | 4,3%        | 1,7%            | -               | 3,4%            | -                 | 3,2%        | 1,8%         | -          | -      |

### Průzkumy z roku 2015
| Agentura              | Miloš Zeman | Václav Klaus | Tomáš Halík | Zdeněk Škromach | Petr Pavel | Žádný  | Někdo jiný | Neví  |
| --------------------- | ----------- | ------------ | ----------- | --------------- | ---------- | ------ | ---------- | ----- |
| Sanep, 24. srpna 2015 | 37,6 %      | 11,3 %       | 7,5 %       | 0,8 %           | 10,8 %     | 11,3 % | 15,8 %     | 4,9 % |

### Průzkumy z roku 2014
| Agentura                 | Miloš Zeman | Zuzana Roithová | Vladimír Franz | Tomáš Halík | Zdeněk Škromach | Jiří Dienstbier | Věra Jourová | Andrej Babiš | Karel Schwarzenberg | Bohuslav Sobotka | Karel Janeček | Přemysl Sobotka | Miroslav Kalousek | Jan Fischer |
| ------------------------ | ----------- | --------------- | -------------- | ----------- | --------------- | --------------- | ------------ | ------------ | ------------------- | ---------------- | ------------- | --------------- | ----------------- | ----------- |
| Sanep, 3.–10. října 2014 | 20,3 %      | 4,4 %           | 2,9 %          | 8,5 %       | 3,4 %           | 8,2 %           | 3,8          | 14,1 %       | 12,8 %              | 6,9 %            | 2,9 %         | 1,3 %           | 1,2 %             | 0,2 %       |

### Mediální ankety
| Médium                     | Michal Horáček | Miloš Zeman | Jan Švejnar | Jiří Pospíšil | Igor Sládek |
| -------------------------- | -------------- | ----------- | ----------- | ------------- | ----------- |
| Lidovky.cz, 6. června 2016 | 46,2 %         | 26,7 %      | 14,3 %      | 4,3 %         | 0,9 %       |

| Médium                      | Miloš Zeman | Petr Pavel | Tomáš Halík | Jan Švejnar | Václav Klaus | Jiří Pospíšil | Jaroslav Kubera | Pavel Rychetský | Martin Stropnický | Jiří Dienstbier | Vladimír Dlouhý | Jana Bobošíková | Zdeněk Škromach | Nikdo z uvedených |
| --------------------------- | ----------- | ---------- | ----------- | ----------- | ------------ | ------------- | --------------- | --------------- | ----------------- | --------------- | --------------- | --------------- | --------------- | ----------------- |
| iDNES.cz,14. listopadu 2015 | 22,6 %      | 14,4 %     | 9,5 %       | 7,9 %       | 6,5 %        | 6,3 %         | 5,2 %           | 4,7 %           | 4,1 %             | 3,2 %           | 3,2 %           | 0,5 %           | 0,2 %           | 11,7 %            |

### Další ankety
17. listopadu 2015 uspořádal spolek Podhradí v Praze a v Brně sbírku karet, na něž mohli lidé psát jména svých favoritů na příštího prezidenta. Spolek nezveřejnil výsledné pořadí, ale publikoval na svém webu pouze seznam těchto jmen, z nichž zvýraznil 17 nejčastěji zmiňovaných. Patří mezi ně (v abecedním pořadí) Jiří Dienstbier, Marek Eben, Tomáš Halík, Michal Horáček, Cyril Höschl, Jana Hybášková, Miroslava Němcová, Šimon Pánek, Petr Pavel, Tomáš Sedláček, Karel Schwarzenberg, Jan Sokol, Jan Švejnar, Eliška Wagnerová, Miloš Zeman, zesnulý Václav Havel a recesistické hnutí Nevím.

### Studentské volby 2017
| Datum                   | Jiří Drahoš | Miloš Zeman | Marek Hilšer | Pavel Fischer | Michal Horáček | Mirek Topolánek | Jiří Hynek | Petr Hannig | Vratislav Kulhánek |
| ----------------------- | ----------- | ----------- | ------------ | ------------- | -------------- | --------------- | ---------- | ----------- | ------------------ |
| 12. a 13. prosince 2017 | 33,59 %     | 19,95 %     | 13,23 %      | 9,57 %        | 9,26 %         | 6,25 %          | 3,04 %     | 2,72 %      | 2,39 %             |

## 2. kolo

### Zeman vs. Drahoš
| Datum           | Agentura            | Miloš Zeman | Jiří Drahoš |
| --------------- | ------------------- | ----------- | ----------- |
| 22.1.2018       | Phoenix Research    | 41,5%       | 39,2%       |
| 22. 1. 2018     | STEM/MARK           | 43 %        | 47 %        |
| 16.–18. 1. 2018 | TNS Kantar & Median | 45,5 %      | 45 %        |
| 13.–17. 1. 2018 | Phoenix Research    | 35,6 %      | 37 %        |
| 12.–13. 1. 2018 | STEM/MARK           | 49,2 %      | 50,8 %      |
| 3.–7. 1. 2018   | TNS Kantar & Median | 44 %        | 48,5 %      |
| 2.–7. 1. 2018   | STEM/MARK           | 42 %        | 48 %        |
| 9.–14. 12. 2017 | TNS Kantar a MEDIAN | 45 %        | 45 %        |
| 11.–5. 11. 2017 | Median              | 49 %        | 51 %        |
| 24.–25. 6. 2017 | Median              | 46,5 %      | 53,5 %      |
| 31.–21. 4. 2017 | Median              | 49,5 %      | 50,5 %      |

### Zeman vs. Horáček
| Agentura                                                                         | Miloš Zeman | Michal Horáček |
| -------------------------------------------------------------------------------- | ----------- | -------------- |
| Median, 11. 10. – 5. 11. 2017 Archivováno 10. 11. 2017 na Wayback Machine.       | 57,5 %      | 42,5 %         |
| Median, 24. 6. - 25. 6. 2017                                                     | 56 %        | 44 %           |
| Median, 31. 3. - 21. 4. 2017 Median Archivováno 10. 11. 2017 na Wayback Machine. | 50 %        | 50 %           |
| Median, 22.9. – 10.10. 2016 (archiv)                                             | 44 %        | 47,5 %         |
| Sanep, 20.–23. 6. 2016                                                           | 56,2 %      | 43,8 %         |

### Drahoš vs. Horáček
| Agentura                                                                         | Jiří Drahoš | Michal Horáček |
| -------------------------------------------------------------------------------- | ----------- | -------------- |
| Median, 11. 10. – 5. 11. 2017 Archivováno 10. 11. 2017 na Wayback Machine.       | 64,5 %      | 35,5 %         |
| Median, 24. 6. - 25. 6. 2017                                                     | 63 %        | 37 %           |
| Median, 31. 3. - 21. 4. 2017 Median Archivováno 10. 11. 2017 na Wayback Machine. | 56,5 %      | 43,5 %         |